# جورج توماس اسمارت
جورج توماس اسمارت (انگلیسی: George Thomas Smart; ۱۰ مهٔ ۱۷۷۶ – ۲۳ فوریهٔ ۱۸۶۷) رهبر (موسیقی)، و آهنگساز اهل پادشاهی متحد بریتانیای کبیر و ایرلند بود.
وی همچنین برندهٔ جوایزی همچون شوالیه (عنوان) شده‌است.